# Sepulcidae
Sepulcidae es una familia extinta de avispas del orden Hymenoptera. Se la conoce principalmente de fósiles encontrados en 1968 en Transbaikalia,  Mesozoico tardío. Son parientes lejanos de la superfamilia viviente Cephoidea.
Fue nombrado por las sepulcas, un concepto literario fantástico empleado por el escritor polaco Stanisław Lem.
El género Sepulca Incluye dos especies, así como un número de subespecies.

## Géneros
Estos 17 géneros pertenecen a la familia Sepulcidae:
- † Ghilarella Rasnitsyn, 1988
- † Meiaghilarella Rasnitsyn & Martinez-Delclos, 2000
- † Micramphilius Rasnitsyn, 1993
- † Neoxyelula Rasnitsyn, 1993
- † Onokhoius Rasnitsyn, 1990
- † Pamparaphilius Rasnitsyn, 1993
- † Parabakharius Rasnitsyn, 1993
- † Parapamphilius Rasnitsyn, 1968
- † Prosyntexis[2][3] Sharkey, 1990
- † Sepulca Rasnitsyn, 1968
- † Sepulenia Rasnitsyn, 1968
- † Shurabisca Rasnitsyn, 1968
- † Thoracotrema Rasnitsyn, 1988
- † Trematothoracoides Zhang, Zhang & Wei, 2001
- † Trematothorax Rasnitsyn, 1988
- † Xaxexis Pagliano & Scaramozzino, 1989
- † Xyelula Rasnitzyn, 1969